# 海星中学校・高等学校 (三重県)
海星中学校・高等学校（かいせいちゅうがっこう・こうとうがっこう）は、三重県四日市市追分一丁目にある私立の中学校・高等学校。
中高一貫教育の6年制（特別教育コース）と高等学校単独の3年制（進学特別コース・進学コース・国際数理コース）がある。

## 概要
カトリック系のエスコラピオス修道会によって設置された教育機関である。2021年（令和3年）3月まで三重県で唯一の男子校であったが、2021年（令和3年）4月入学生から「3年制高等学校進学コース」を除き、男女共学となった。

## 沿革
「学園の沿革」、「沿革・歴史｜学校法人南山学園」を参照（2022年3月1日確認）
- 1945年 - 桑名市照源寺に素封家佐藤信之介の発意で「桑名英学塾」を開塾
- 1946年 - 経済・文学専門教育を目的として民生学園を設立
- 1947年 - 民生学園を四日市市の現在地に移転、海星学園に改称
- 1950年 - 財団法人海星学園により南山大学附属第二高等学校として開校
- 1951年 - エスコラピオス修道会日本本部が横浜に設立。財団法人南山学園を学校法人南山学園に変更、同時に財団法人海星学園を併合
- 1952年 - 校名を南山大学附属四日市南山高等学校に改称
- 1955年 - 学校法人エスコラピオス学園に四日市南山高等学校の運営を移管、海星高等学校開校
- 1956年 - 海星中学校開校
- 1972年 - 海星中学校六年一貫教育コース実施
- 1994年 - 海星高校進学特別コース開設
- 2021年 - 海星中学校、海星高校の6年制コースと進学特別コース男女共学化。海星高校国際数理コース（男女共学）実施[2][3]

## 部活動
運動部は、硬式野球部、サッカー部、剣道部、柔道部、フェンシング部、陸上部、合気道部などがあり、文化部は、吹奏楽部、インターアクト部、英会話部、写真部、物理部、陶芸部、天文部などがある。

### 高校・硬式野球部

#### 春・センバツ
- 1993年（第65回）東筑紫学園（福岡）●2 - 4x（延長10回）
- 1999年（第71回）九産大九州（福岡）○5 - 4
  - 明徳義塾（高知）○5 - 1
  - 水戸商（茨城）●3 - 4

※ 通算2回出場：2勝2敗

#### 夏・選手権
- 1965年（第47回）津久見（大分）●4 - 7
- 1972年（第54回）海星（長崎）●0 - 2
- 1977年（第59回）熊本工（熊本）●4 - 6
- 1981年（第63回）北陽（大阪）●3 - 7
- 1985年（第67回）和歌山工（和歌山）○11 - 1
  - 東海大甲府（山梨）●2 - 4
- 1989年（第71回）海星（長崎）○10 - 2
  - 智弁学園（奈良）○2 - 0
  - 帝京（東東京）●0 - 11
- 1990年（第72回）松山商（愛媛）●2 - 4
- 1993年（第75回）宇和島東（愛媛）●1 - 5
- 1994年（第76回）小松島西（徳島）●5 - 6
- 1996年（第78回）唐津工（佐賀）○5 - 0
  - 早稲田実（東東京）○4x - 3
  - 仙台育英（宮城）○7 - 6
  - 前橋工（群馬）●1 - 2
- 1998年（第80回）東洋大姫路（西兵庫）○7 - 1
  - 星稜（石川）●6 - 7

※ 通算11回出場：7勝11敗

#### 追記
全国高等学校野球選手権大会では読み・漢字表記も同じ長崎の海星高等学校と、甲子園実施の全国大会ならではの全く同じ高校名同士での対戦を2度行ったことがある（両校は共に聖母マリアの別名「海星」を校名由来としたキリスト教系学校で、兄弟校ではない）。1度目は1972年（昭和47年）夏の対戦で長崎県側の勝利、2度目は1989年（平成元年）夏の対戦で三重県側の勝利だった。1989年（平成元年）ではスコアボードには文字数の関係で三重の海星は「三・海星」、長崎の海星は「長・海星」と表記され、またNHK高校野球中継のテロップでは同様に三重の海星は「海星・三重」・「海三」と、長崎の海星は「海星・長崎」・「海長」と表示された。甲子園での同名校対決はこの2例のみである。

### その他の部活動
2008年（平成20年）度より、中学校にも軟式野球部が設立され、初代監督に、2007年（平成19年）夏まで高等部監督を20年勤めた湯浅和也の就任。2010年（平成22年）3月開催の全国大会｢第1回全日本少年春季軟式野球大会」への出場が決定し、早くも全国で屈指の強豪校として知られている。
サッカー部は、2006年（平成18年）度U-18三重県Aリーグに優勝し、2007年（平成19年）度東海プリンスリーグ二部への昇格を決めている。
また、2006年（平成18年）（度インターハイ県予選では準優勝。新人戦では優勝している。

### 部活動の状況
かつて硬式野球部は、夏の全国高等学校野球選手権大会に過去11回出場し、甲子園大会においても春1回・夏2回ベスト8入りと三重県内でも有数の強豪校だった。しかし近年の甲子園出場へは1999年（平成11年）春の選抜高等学校野球大会を最後に、20年近くも遠去かってしまった。その要因として、三重高校の復活（2014年夏の高校野球選手権では準優勝）や、宇治山田商・菰野高校・いなべ総合学園らの台頭、又三重県勢から初出場校の増加などが挙げられる。
サッカー部は2年連続の県大会での優勝（インターハイ出場）やプリンスリーグ2部での活躍を収めている。テニス部やフェンシング部、陸上部、アーチェリー部も全国大会へ出場している。
文化部については、吹奏楽部、インターアクト部、図書部、美術部、写真部、映画研究部などが活躍している。

## 教育システム
4月～10月初旬までを前期、10月中旬～翌年3月までを後期とする、2学期制を採用しているため、秋休みがあり、定期考査の回数は3学期制の学校より1回少ない。50分授業6-7限。

## 進路状況
卒業生の8割程度が大学に進学し、残りは短期大学・専門学校・就職などである。

## 学校生活
- 4月：入学式・始業式・新体力テスト
- 5月：前期中間考査
- 6月：学年懇談会
- 7月：夏期休業
- 8月：夏期休業・夏期講習
- 9月：前期期末考査・体育祭
- 10月：海星祭（文化祭）・前期終業式・三者懇談・学期末休暇・後期始業式・修学旅行（中3北海道）
- 11月：創立記念日・慰霊祭
- 12月：後期中間考査・クリスマス祝賀会・冬期休業
- 1月：センター直前講習
- 2月：修学旅行（高2沖縄）
- 3月：卒業式・後期期末考査・クラスマッチ・終了式・三者懇談・春期休業

## 校内施設
校内には三重県では珍しく、学生食堂が設置されている。また、聖ヨゼフ・カラサンス館の一階には集会室・吹奏楽部部室・トレーニング室、二階にはアリーナ（小規模体育館）がある。
エレベーターも設置されており、バリアフリーにも努めている。
全教室冷暖房完備。

## 著名な出身者

### スポーツ
- 松本卓也（元プロ野球選手）
- 北野勝則（元プロ野球選手）
- 広田庄司（元プロ野球選手）
- 岡本篤志（元プロ野球選手・埼玉西武ライオンズ）
- 高木勇人（プロ野球選手・読売ジャイアンツ→埼玉西武ライオンズ）
- 西田有志（プロバレーボール選手・大阪ブルテオン）
- 松山竜二（元フットサル選手・バサジィ大分→ Department of Highway Futsal Club（タイ）→バルドラール浦安）
- 服部尚貴（レーシングドライバー）
- 小島庸平（モトクロスライダー）

### その他
- 森田必勝（政治活動家）
- 田中哲司（俳優）
- 山田桂一郎（JTIC. SWISS代表・内閣府 国土交通省 農林水産省認定 観光カリスマ）